# クリークランビック

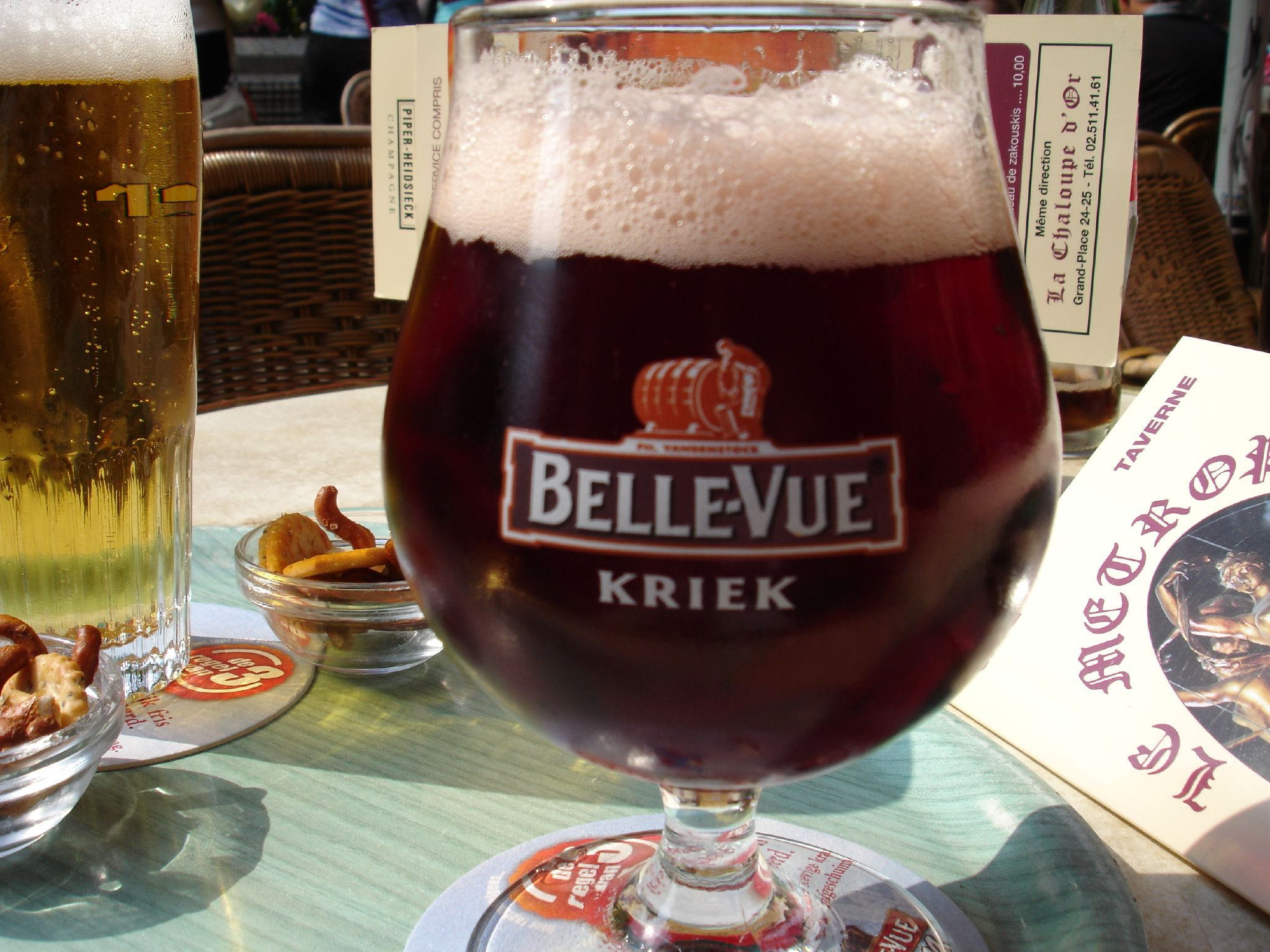
グラスに注がれたクリーク

クリークランビック(Kriek lambic)またはクリーク(Kriek)は、ベルギービールのスタイルの1つであり、ランビックを酸味のあるスミミザクラとともに発酵させて作られる。伝統的にブリュッセル周辺で獲れる"Schaarbeekse krieken"という希少な品種が用いられる。この品種の果実が入手し辛くなったため、一部または全部を輸入品を含む別の品種に置き換えるブルワリーもある。

## 語源
名前は、この種のサクランボを意味するオランダ語のkriekに由来する。

## 醸造
伝統的に、クリークは、ブリュッセル内あるいは周辺のブルワリーで、ランビックビールにサクランボの実を種子ごと加えることで作られる。ランビックは酸味がありドライなベルギービールであり、ベルギーに自生すると言われる空気中の酵母により自発的に発酵する。サクランボ（またはラズベリー）は、ビールの風味付けにホップが常用的に使用されるようになる前から使われてきた。ランビックから作られる伝統的なクリークも、やはり酸味がありドライである。サクランボは数か月の間、そのまま残され、追加で加えた糖が再発酵する。通常、糖は残らず、そのため甘さはなくなり果実の風味だけが残る。サクランボが除去された後もさらに熟成される。
より最近は、広い層に受け入れられるように、最終製品に糖を加えるブルワリーもある。また、熟成期間を短縮するために、サクランボの果実の代わりにチェリージュースを用いることもある。
ベルギービールとして伝統的ではないが、サクランボの代わりにラズベリーを用いることもある。フルーツビールではないがランビックを再発酵させたグーズを指すこともある。また、リーフマンス等いくつかのブルワリーは、ランビックの代わりにオード・ブラインからクリークを作っている。

## 主な商品

### 伝統的なクリーク
- Lindemans Kriek Cuvée René
- Boon Oude Kriek
- Cantillon Kriek Lambic
- 3 Fonteinen Kriek
- Girardin Kriek 1882
- Hanssens Kriek Lambic
- Oud Beersel Oude Kriek Vieille
- Timmermans Traditional Kriek Lambic

### 甘みのあるクリーク
- Belle-Vue Kriek Lambic
- De Troch Chapeau Kriek Lambic
- Lindemans Kriek Lambic
- Boon Kriek Lambic
- Mort Subite Kriek Lambic
- Timmermans Kriek Lambic
- Van Honsebrouck St. Louis Kriek Lambic
- La Sultane Halal Kriek

### オード・ブラインを用いたクリーク
- De Ryck Kriek Fantastiek
- Liefmans Kriek
- Kasteel Kriek
- Verhaeghe Echt Kriekenbier